# Ostapivske, Pokrovske
Ostapivske (în ucraineană Остапівське) este un sat în comuna Andriivka din raionul Pokrovske, regiunea Dnipropetrovsk, Ucraina.

## Demografie
Componența lingvistică a localității Ostapivske
     Ucraineană (98,44%)
     Rusă (1,56%)
Conform recensământului din 2001, majoritatea populației localității Ostapivske era vorbitoare de ucraineană (98,44%), existând în minoritate și vorbitori de rusă (1,56%).